# McFarland, Kalifornien
McFarland är en stad (city) i Kern County, i delstaten Kalifornien, USA. Enligt United States Census Bureau har staden en folkmängd på 12 890 invånare (2011) och en landarea på 6,9 km².